# 크로스 인슈어런스 아레나
크로스 인슈어런스 아레나(Cross Insurance Arena)은 미국 메인주 포틀랜드에 위치한 실내 경기장이다. 과거 AHL 메인 매리너스, 포틀랜드 파이리츠의 홈경기장으로 사용했으면, 2018~2019시즌부터 ECHL 메인 매리너스의 홈경기장으로  사용할 예정이다.